# FC Barcelona (organisation)
 For alternative betydninger, se FC Barcelona (flertydig). (Se også artikler, som begynder med FC Barcelona)
Fútbol Club Barcelona (FC Barcelona) er en sportsklub i Barcelona i Spanien. Klubben blev grundlagt den 29. november 1899 af en gruppe schweiziske, britiske og catalanske fodboldspillere ledet af Joan Gamper. Klubben er bedst kendt for sin fodboldafdeling, men har også en basketballafdeling, en håndboldafdeling, en futsal-afdeling, en rulleskøjtehockey-afdeling og en rugby-afdeling.